# Плеса
Плеса (њем. Plessa) општина је у њемачкој савезној држави Бранденбург. Једно је од 33 општинска средишта округа Елбе-Елстер. Према процјени из 2010. у општини је живјело 2.991 становника. Посједује регионалну шифру (AGS) 12062372.

## Географски и демографски подаци
Плеса се налази у савезној држави Бранденбург у округу Елбе-Елстер. Општина се налази на надморској висини од 94 метра. Површина општине износи 52,4 km². У самом мјесту је, према процјени из 2010. године, живјело 2.991 становника. Просјечна густина становништва износи 57 становника/km².